# Прогресивен данък
Прогресивният данък е вид данък, при който данъчната ставка расте заедно с данъчната основа. Такъв е данъкът върху доходите на физическите лица в България до началото на 2008 г.
Самият термин прогресивен или нарастващ данък може да се използва за всякакъв тип данъци. Често се свързва именно с данъците върху доходите, където лицата, получаващи по-високи доходи, заплащат по по-висок процент за този данък в сравнение с тези с по-малки доходи. Обратни на прогресивните данъци са регресивните или намаляващи данъци, където данъчната ставка намалява с увеличаването на данъчната основа, върху която се изчислява данъкът.
Прогресивните данъци ограничават социалното разслоение на лицата с по-ниски доходи от тези с по-високи.

## Ранни защитници
Идеята за прогресивен данък върху доходите намира поддръжка сред икономисти начело с Карл Маркс.